# Comuna Schitu Duca, Iași
Schitu Duca (în trecut, Poiana Cârnului și Poieni) este o comună în județul Iași, Moldova, România, formată din satele Blaga, Dumitreștii Gălății, Pocreaca, Poiana, Poieni, Satu Nou, Schitu Duca (reședința) și Slobozia.

## Așezare
Comuna se află în sud-estul județului, la limita cu județul Vaslui, în zona cursului superior al râului Vasluieț. Este străbătută de șoseaua națională DN24, care leagă Iașiul de Vaslui. Din acest drum, lângă Poieni se ramifică șoseaua județeană DJ247, care duce spre sud la Dobrovăț și mai departe în județul Vaslui de Codăești, Dănești, Zăpodeni și Ștefan cel Mare (unde se termină în DN15D).

## Demografie
Componența etnică a comunei Schitu Duca
     Români (90,16%)
     Alte etnii (0,11%)
     Necunoscută (9,73%)
Componența confesională a comunei Schitu Duca
     Ortodocși (89,72%)
     Alte religii (0,25%)
     Necunoscută (10,03%)
Conform recensământului efectuat în 2021, populația comunei Schitu Duca se ridică la 3.619 locuitori, în scădere față de recensământul anterior din 2011, când fuseseră înregistrați 4.354 de locuitori. Majoritatea locuitorilor sunt români (90,16%), iar pentru 9,73% nu se cunoaște apartenența etnică. Din punct de vedere confesional, majoritatea locuitorilor sunt ortodocși (89,72%), iar pentru 10,03% nu se cunoaște apartenența confesională.

## Politică și administrație
Comuna Schitu Duca este administrată de un primar și un consiliu local compus din 13 consilieri. Primarul, Grigore Corciovă[*], de la Partidul Național Liberal, este în funcție din octombrie 2020. Începând cu alegerile locale din 2024, consiliul local are următoarea componență pe partide politice:
|  | Partid                          | Consilieri | Componența Consiliului | Componența Consiliului | Componența Consiliului | Componența Consiliului | Componența Consiliului | Componența Consiliului | Componența Consiliului |
|  | ------------------------------- | ---------- | ---------------------- | ---------------------- | ---------------------- | ---------------------- | ---------------------- | ---------------------- | ---------------------- |
|  | Partidul Național Liberal       | 7          |                        |                        |                        |                        |                        |                        |                        |
|  | Partidul Social Democrat        | 3          |                        |                        |                        |                        |                        |                        |                        |
|  | Alianța Dreapta Unită           | 2          |                        |                        |                        |                        |                        |                        |                        |
|  | Alianța pentru Unirea Românilor | 1          |                        |                        |                        |                        |                        |                        |                        |

## Istorie
La sfârșitul secolului al XIX-lea, comuna purta numele de Poiana Cârnului, făcea parte din plasa Crasna a județului Vaslui și era formată din satele Poiana, Hilița, Trestiana, Pocreaca, Slobozia Milului, Dumitreștii Gălăței, Schitu Duca, Schitu Dumitrești și Blaga, având în total 2439 de locuitori. Existau în comună patru mori, o școală și patru biserici. Anuarul Socec din 1925 o consemnează în plasa Codăești a aceluiași județ, având 2900 de locuitori în satele Blaga, Dumitreștii Ducăi, Dumitreștii Gălăței, Pocreaca, Poiana Cârnului, Schitu Duca, Slobozia și Trestiana. În 1931, denumirea comunei a fost schimbată în Poieni.
În 1950, comuna a trecut la raionul Iași din regiunea Iași. În 1968, deja purtând denumira de Schitu Duca, a fost transferată la județul Iași. Tot atunci, satul Trestiana a fost desființat, fiind comasat cu satul Poieni.

## Monumente istorice

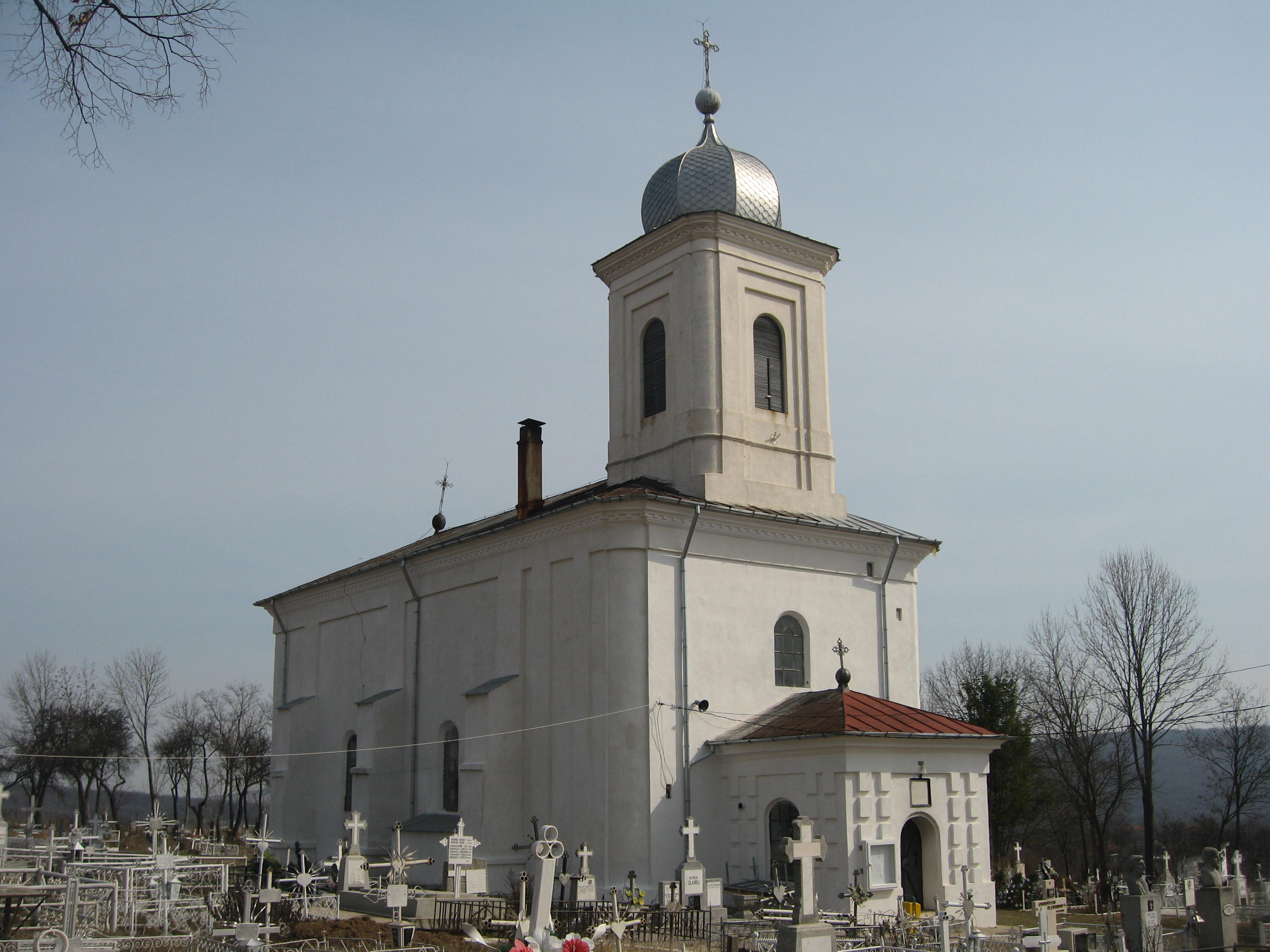
Biserica „Sfântul Nicolae” din Poieni, monument istoric

Șapte obiective din comuna Schitu Duca sunt incluse în lista monumentelor istorice din județul Iași ca monumente de interes local. Două dintre ele sunt situri arheologice, ambele în zona satului Dumitreștii Gălății: la „tarlaua Rachiță I - II” (200 m nord de sat) se află urme de așezări din paleoliticul superior (gravittian), perioada Halstatt, secolele al III-lea–I î.e.n. (perioada Latène), secolele al II-lea–al III-lea e.n. (Latène-ul târziu) și secolul al IV-lea e.n. (epoca daco-romană); la „tarlaua Cimitir” se găsesc urme de așezări din paleoliticul superior (gravettian), secolul al II-lea î.e.n. (perioada Latène), secolele al II-lea–al III-lea e.n. (Latène-ul târziu) și secolul al IV-lea e.n. (epoca daco-romană).
Celelalte cinci obiective sunt clasificate ca monumente de arhitectură: biserica „Adormirea Maicii Domnului” (1830) din Schitu Duca; biserica „Sfântul Nicolae” (1721) din Slobozia; biserica „Duminica Tuturor Sfinților” (sfârșitul secolului al XIX-lea) din Pocreaca; biserica „Sfântul Nicolae” (1841) din Poieni; și ansamblul spitalului (sfârșitul secolului al XIX-lea) din același sat.